# 소찰
양 중종 선황제 소찰(梁 中宗 宣皇帝 蕭詧, 519년 ~ 562년)은 후량의 초대 황제이다. 양나라 소명태자 소통의 셋째 아들이다.

## 생애
할아버지인 무제로부터 곡아현공(曲阿縣公)으로 봉해졌다.
531년에 아버지인 소명태자가 죽은 뒤 악양군왕(岳陽郡王)으로 봉해졌고 이어서 동양주자사(東揚州刺史)를 맡아 회계(會稽)를 진수하였다.
546년에 소찰은 옹주자사(雍州刺史)를 맡아 양양(襄陽)을 진수하였다.
549년에 후경의 난이 일어나자 숙부인 상동왕 소역이 자신의 요구를 거부한 소찰의 형인 하동왕 소예를 공격했다. 소찰은 소예를 구원하기 위해 군대를 보냈으나 패배하였고, 소예는 살해되었다. 이로써 소찰은 소역에게 원한을 가지게 되었고, 마침내 양양을 가지고 서위에 투항했다.
550년에 서위가 소찰을 양왕(梁王)으로 봉했다. 554년에 서위가 강릉을 공격해 함락시키자 소찰은 당시 양나라 황제인 소역을 흙주머니로 눌러 압사시켰다.
이후 555년에 소찰은 양나라 황제로 즉위했고 강릉을 수도로 정했다. 역사에서는 이 소찰의 양나라를 후량이라고 한다. 이어서 서위는 강릉 부근 8백 리의 땅과 양양 등지를 모두 차지하였고, 아울러 강릉 일대의 백성들의 재산을 모두 노략질하여 아무것도 없게 하였다.
소찰은 검약하고 소박한 것을 편안해 했고 술과 여색을 좋아하지 않았다. 비록 시샘하고 꺼리는 것이 많았지만 장수와 군사들을 어루만지며 은혜를 베풀었다. 영토의 강역이 한쪽으로 치우쳤고 좁아서 읍과 거주지들이 쇠퇴해 무너졌으며, 전쟁이 그치지 않았으므로 우울하고 억울해 하다가 뜻을 얻지 못했다.
562년 1월에 종기가 등에 나서 마침내 병사했다.

## 가족

### 부모

#### 아버지
- 소통

#### 어머니
- 소덕황후(昭德皇后) 채씨(蔡氏) - 적모
- 원황태후(元皇太后) 공씨(龔氏) - 생모

### 형제

#### 형
1. 소환
2. 소예

#### 동생
1. 소속
2. 소감

### 아내

#### 정궁
- 선정황후(宣靜皇后) 왕씨(王氏)

#### 후궁
- 효황태비(孝皇太妃) 조씨(曹氏) - 귀빈

### 아들
1. 소료
2. 소규
3. 소암
4. 소급
5. 소잠

## 기년
| 선제        | 원년            | 2년        | 3년        | 4년        | 5년        | 6년        | 7년        | 8년        |
| ----------- | --------------- | ---------- | ---------- | ---------- | ---------- | ---------- | ---------- | ---------- |
| 서력 (西曆) | 555년           | 556년      | 557년      | 558년      | 559년      | 560년      | 561년      | 562년      |
| 간지 (干支) | 을해(乙亥)      | 병자(丙子) | 정축(丁丑) | 무인(戊寅) | 기묘(己卯) | 경진(庚辰) | 신사(辛巳) | 임오(壬午) |
| 연호 (年號) | 대정(大定) 원년 | 2년        | 3년        | 4년        | 5년        | 6년        | 7년        | 8년        |